# Cmentarz wojenny w Zaporzu
Cmentarz wojenny w Zaporzu – zabytkowy cmentarz z okresu I wojny światowej znajdujący się w powiecie zamojskim, w gminie Radecznica. Cmentarz usytuowany jest na zachód od wsi Zaporze wśród pól przy polnej drodze do Podlesia Małego. Ma kształt prostokąta o powierzchni około 3600 m² o wymiarach około 85 × 35 m. Teren cmentarza otoczony jest wałem o wysokości około pół metra. Jest zadrzewiony. Przy wejściu znajduje się kamienna figura Marii Panny Niepokalanie Poczętej ufundowana w 1921 roku przez rodzinę Olejarskich z Zaporza.
Zachowało się na nim 21 mogił zbiorowych – podłużnych kopców w 3 rzędach.
Na cmentarzu pochowanych prawdopodobnie 3762 żołnierzy poległych w I wojnie światowej w czasie walk w sierpniu i wrześniu 1914 oraz w lipcu 1915 roku:
- 2090 żołnierzy austriackich w 8 mogiłach zbiorowych,
- 1672 żołnierzy armii carskiej w 12 mogiłach zbiorowych.